# 파노라마의 자유

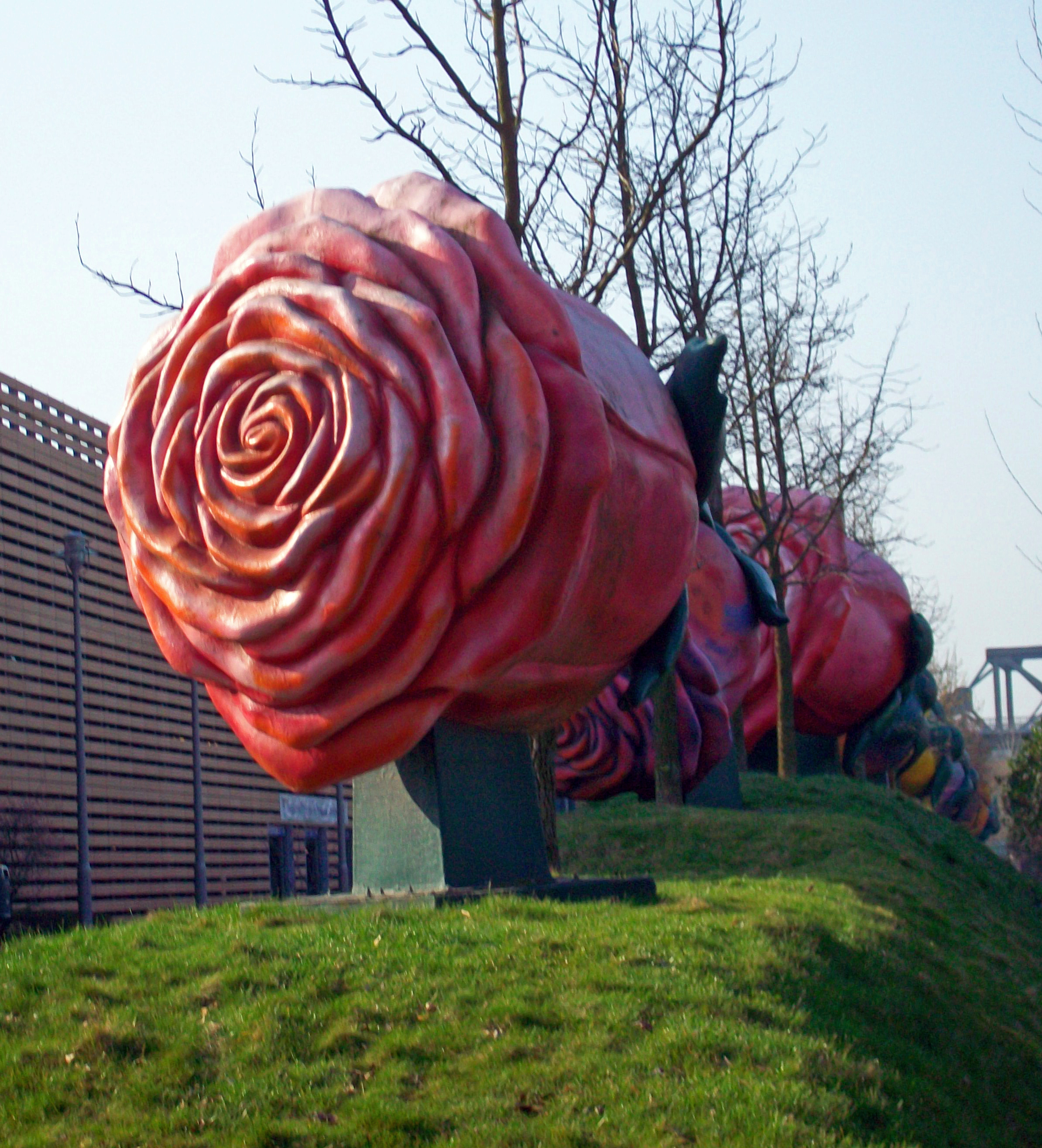
베를린의 조각 사진. 사진사는 이 사진을 독일 저작권법 하의 파노라마의 자유에 따라 자유롭게 사용을 허락했다.

파노라마의 자유(영어: Freedom of panorama, FOP)는 공공장소에 영구적으로 설치된 건축물이나 조각 등을 사진, 동영상, 또는 그림 등으로 만들어 배포하는 것을 관할 지역의 법률에 따라 허용하는 것을 말한다. 파노라마의 자유는 촬영 대상물의 저작권자가 저작권 침해로 대응하는 것을 제한한다. 일반적으로 원저작자가 이차 저작물을 만들고 배포하는 권한을 제한할 수 있지만, 파노라마의 자유는 예외에 해당한다. 독일어의 "Panoramafreiheit"에서 왔다.

## 나라별 현황
여러 나라에서 공공 장소의 촬영이나, 공공 장소를 포함한 사진을 허용하기 위해 저작권의 범위를 제한하는 명시적 규정을 가지고 있기도 하다. 하지만 그 허용의 범위는 나라별로 서로 다르다.

상업적 용도로 사진을 사용할 수 있는 파노라마의 자유에 대한 현황

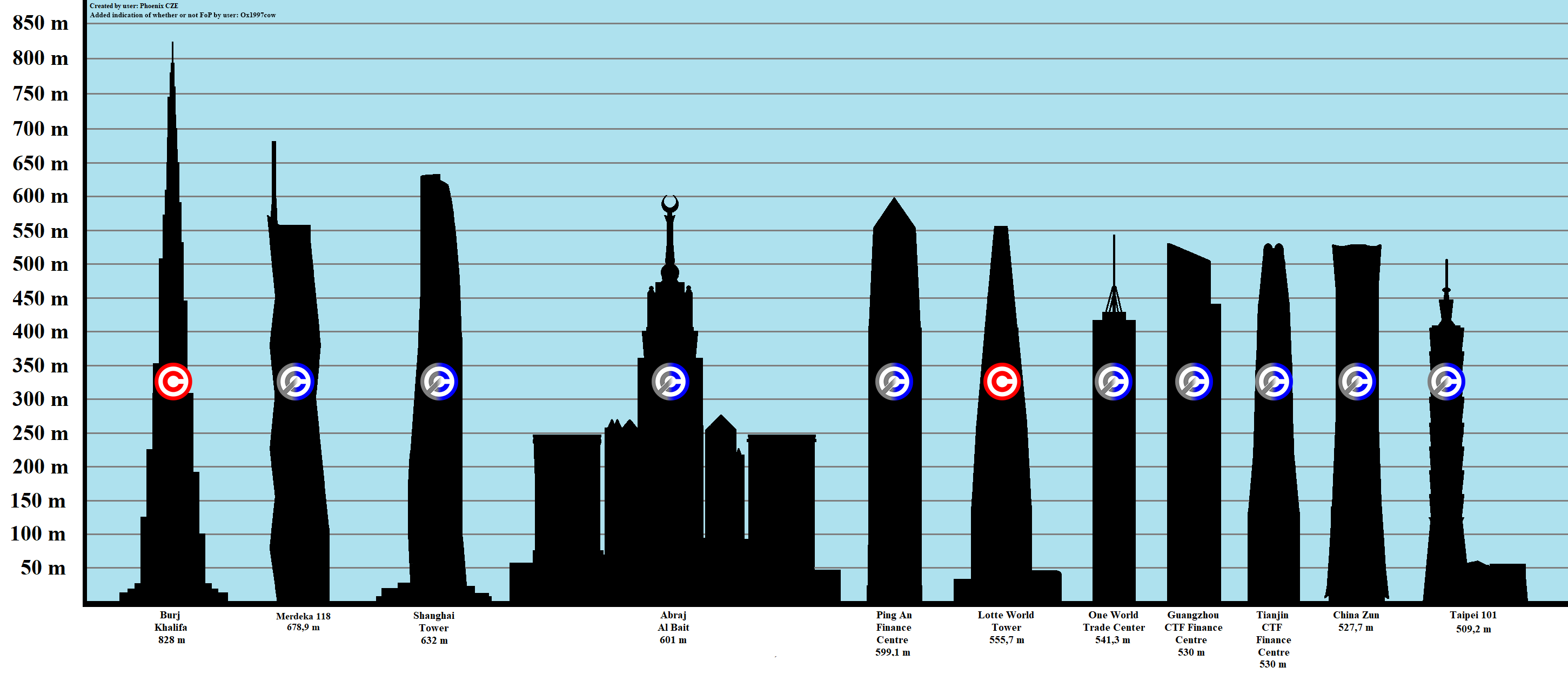
2022년 기준 세계에서 가장 높은 건물 TOP 11과 이들이 위치한 국가의 상업적 용도의 파노라마의 자유에 대한 현황: – 상업적 용도의 파노라마의 자유 있음 (말레이시아, 중화인민공화국, 중화민국, 미국) – 상업적 용도의 파노라마의 자유 없음 (사우디아라비아, 대한민국, 아랍에미리트)

### 대한민국

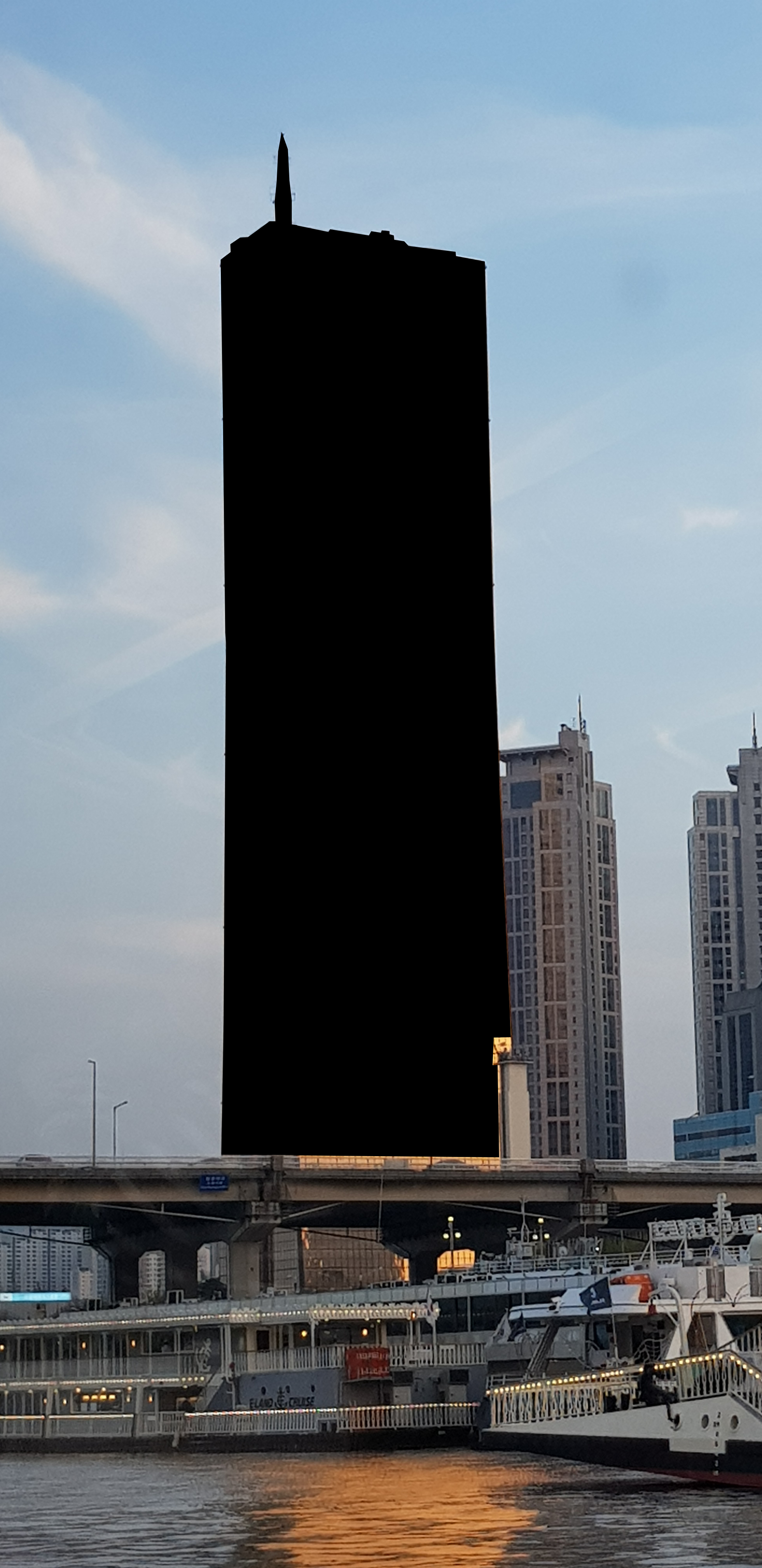
대한민국에서는 상업적 용도의 파노라마의 자유가 없으므로 위키미디어 공용에 업로드된 이 사진에서 63빌딩이 검열되었다.

대한민국은 저작권법 제35조에서 "가로·공원·건축물의 외벽 그 밖에 공중에게 개방된 장소에 항시 전시되어 있는 미술저작물·건축저작물 또는 사진저작물"을 복제하여 이용할 수 있도록 하고 있으나, "판매의 목적으로 복제하는 경우"는 단서 조항으로 금하고 있어 상업적 용도의 사용은 제한되고 있다.
사례
민규암 건축사(토마 건축)는 자신의 회사가 지은 파주시의 '헤이리 UV 하우스'라는 건물의 모습이 2006년 국민은행의 광고에 나온 것에 대해, 건축사의 저작권을 침해했다는 사유로 소송을 제기하였다. 서울중앙지방법원은 제1심에서 '저작권 침해에 해당하지 않는다'라고 판결했다. 항소심에서는 당사자들의 합의에 따라, ‘UV 하우스를 광고 속 배경으로 이용한 저작권 침해에 대한 유감을 표하며 금원을 지급한다’는 조정이 성립되어 사건이 종결되었다.

### 미국

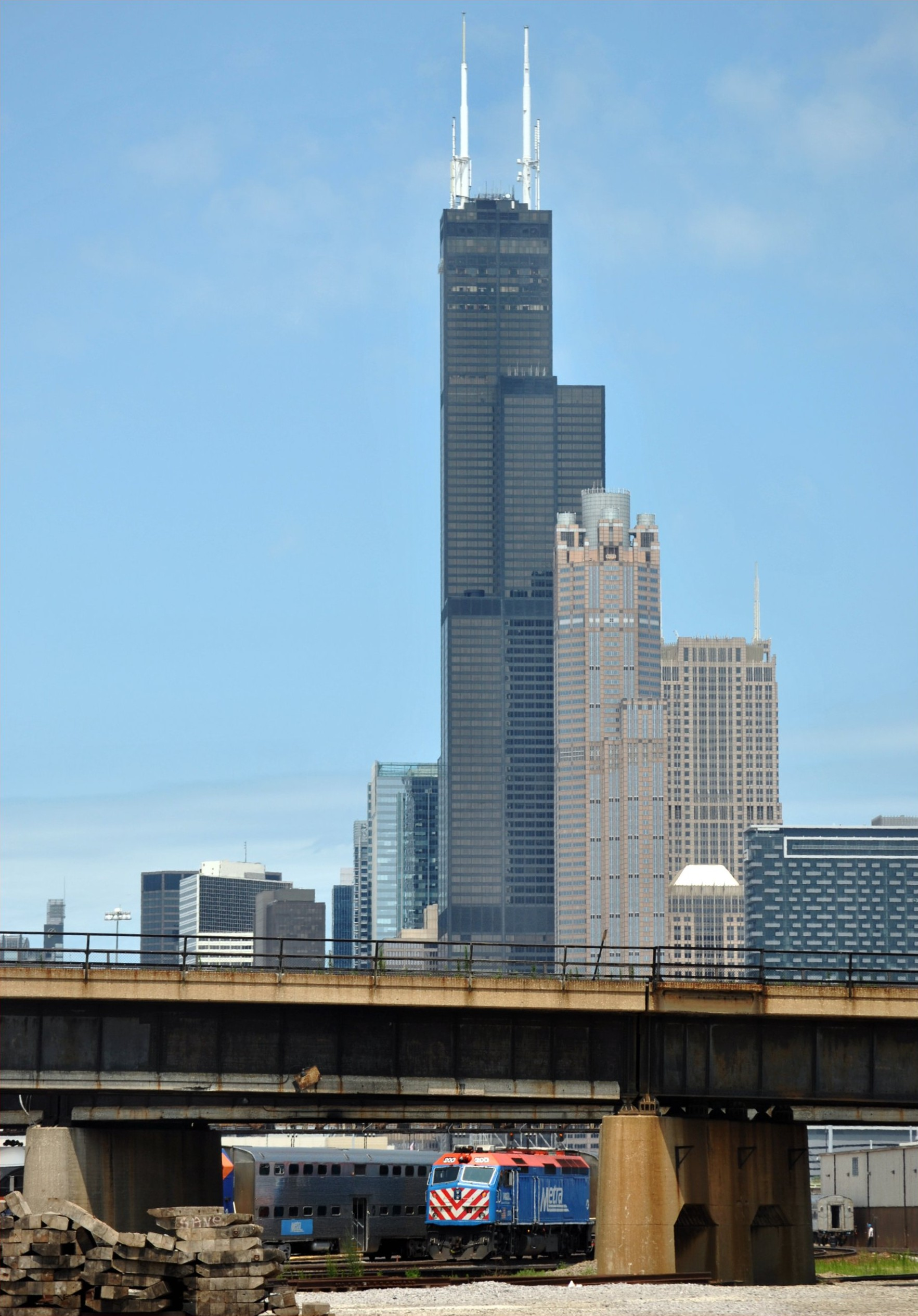
미국 저작권법에 따라 1973년에 완공된 윌리스 타워는 저작권이 없는 퍼블릭 도메인으로 간주된다.

미국은 1990년 12월 1일에 건축물에 대한 저작권 조항이 신설되었다. 따라서 1990년 12월 1일 이후에 완공된 미국에 위치한 건축물들은 저작권의 보호를 받으며, 그 이전에 완공된 미국에 위치한 건축물들은 저작권이 없는 퍼블릭 도메인으로 간주된다. 그러나 미국의 건축물 저작권에서는 건축물을 그림이나 사진 등의 표현으로 복제하여 제작, 배포, 또는 공개 전시를 막을 수 있는 권리가 없어 미국은 건축물에 대해서는 파노라마의 자유를 인정하고 있다. 하지만, 미국 저작권법 제 120조는 건축물이 아닌 예술 작품에 대한 자유로운 복제를 허용하고 있지 않아, 미국은 건축물이 아닌 예술 작품에 대해서는 파노라마의 자유를 인정하고 있지 않고 있다.

### 유럽 연합

유럽 각 나라의 파노라마의 자유.
예술품을 포함해 허용
건축물에 한해 허용
비영리적 용도에 한해 허용
허용하지 않음
알 수 없음

유럽 연합은 "저작권 지침 2001/29/EC"에서 회원국이 저작권법에 파노라마의 자유에 대한 문구를 허용하도록 했으나, 이 규칙을 강제하지는 않았다.
독일이나 영국 등 다수의 유럽 연합 회원국은 저작권법에 파노라마의 자유를 허용하는 규정을 가지고 있다. 프랑스와 이탈리아는 파노라마의 자유를 허용하고 있지 않고 있다.
2015년 7월 유럽연합(EU)은 파노라마의 자유 규정을 제한하는 저작권법 개정안을 내놨다. 통과가 되었다면 EU 소속 모든 국가 안의 유명빌딩이나 조각을 SNS에 올리면 처벌받게 될 수도 있었다. 하지만 반대 여론이 커서 이 개정안은 통과되지 않았다.

## 해석의 차이
"공공장소에 설치된 저작물"이라는 대상의 해석도 나라에 따라 다르게 규정된다.

### 2차원 저작물
공공 장소에서 저작물에 대한 걱정 없이 자유롭게 사진을 찍을 수 있는 파노라마의 자유는 나라에 따라 그 권한의 차이가 있다. 대부분의 나라에서 파노라마의 자유는 공공 장소에 영구적으로 설치된 삼차원 작품에 한해 허용하고 있다. 스위스의 경우에는 공공장소에 설치된 벽화나 그래피티 등의 사진을 찍고 출판하는 것도 허용하고 있으나, 원작과 같은 용도로 사용하는 것은 금지하고 있다

### 공공 장소
여러 법률은 공공 장소와 개인 재산에 대한 미묘한 차이가 있다. 오스트리아의 경우, 사진가의 위치는 무관하지만, 독일의 경우에는 공공 장소에서 사다리나 비행기 등 다른 도구의 도움 없이 촬영한 사진만을 허용하고 있다. 경우에 따라 파노라마의 자유가 따로 입장 통제를 하지 않는 개인 소유의 공원이나 성 등의 개인 공간으로 확장되기도 하지만, 소유자가 상업적 이용에 대한 수수료를 따로 요구하는 경우도 있다.
여러 동유럽 국가에서는 비상업적 용도의 사진만이 허용되고 있다.
"공공 장소"에 대한 정의도 나라에 따라 다르다. 독일 등 많은 나라에서는 실외 공간만이 공공 장소로 인정하고 있으나, 영국이나 러시아 등 일부 국가에서는 공공 박물관 등의 실내 공간도 공공 장소로 인정하고 있다.

## 같이 보기
- 저작권
- 저작권법
- 자유 콘텐츠
- 퍼블릭 도메인